# PAL Stadium
O Police Athletic League Stadium ( PAL Stadium ) é um estádio localizado em San Jose, Califórnia, de propriedade da divisão SJ da Police Athletic League, o estádio acomoda 5.000. É a casa do Real San Jose da United Premier Soccer League .